# Friedrich Berkner

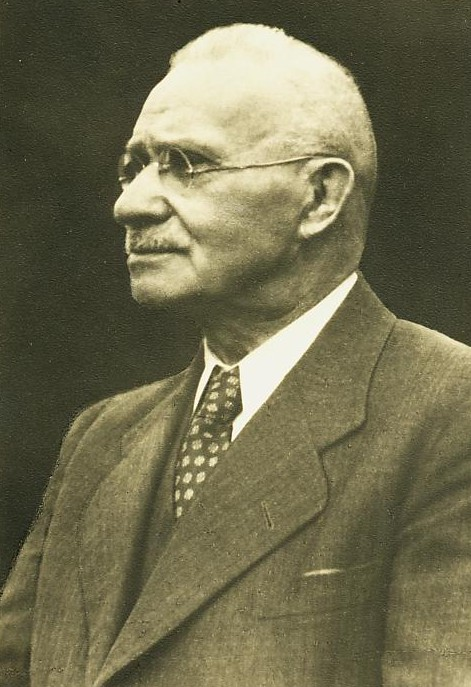
Friedrich Berkner 1954

Friedrich (Fritz) Berkner (* 12. Februar 1874 in Góralice (vor 1945: Görlsdorf); † 30. November 1954 in Alferde) war ein deutscher Pflanzenbauwissenschaftler und Pflanzenzüchter.

## Lebensweg
Berkner, Sohn eines Lehrers, studierte bis 1901 Landwirtschaft und Nationalökonomie an der Universität Halle, wo er Mitglied der Burschenschaft Salingia Halle wurde. 1906 promovierte er bei Johannes Conrad mit einer Dissertation über „Die Grundbesitzverteilung und den Gang der Hypothekenbewegung im Amtsbezirk Königsberg“.
Ab 1902 arbeitete er als Landwirtschaftslehrer für die Provinz Brandenburg, seit April 1903 in der Landwirtschaftlichen und Gärtnerischen Lehranstalt Königsberg/Neumark. Dort richtete er eine Abteilung für Wiesenbau ein. Im Juli 1907 wurde er Direktor der Lehranstalt. Er förderte den Anbau von Hanf und Tabak in Brandenburg und regte die Einrichtung der ersten höhere Landbauschule in Königsberg an, deren Ausbildungsgang die Lücke zwischen Hochschule und Landwirtschaftsschule schloss.
1913 übernahm Berkner die Leitung des Instituts für Pflanzenproduktionslehre der Universität Breslau, des angeschlossenen Instituts für Landwirtschaftliche Produktionslehre und der Pflanzenbau- und -versuchsanstalt Rosenthal. Am fortan „Institut für Pflanzenbau und Pflanzenzüchtung“ benannten Institut wirkte er bis zu seiner Emeritierung im Jahre 1943.
1922 erwarb sein Institut mit finanzieller Hilfe des Schlesischen Viehhandelsverbands und schlesischer Landwirte ein 316 Hektar großes Versuchsfeld in Breslau-Swojczyce (Schwoitsch). Die dort errichtete Vegetationsanlage ist noch heute in Betrieb.
1920 hielt er zusammen mit Erwin Baur Vorträge an der Landwirtschaftlichen Hochschule in Halkali. Er beriet das türkische Landwirtschaftsministerium zur Reorganisation der Landwirtschaftsausbildung der Türkei. An der neu gegründeten Landwirtschaftlichen Hochschule in Ankara wurde sein Schüler Friedrich Christiansen-Weniger Professor.
1927 heiratete Berkners Tochter den späteren nationalsozialistischen Agrar- und Siedlungsexperten Konrad Meyer.

## Forschungsschwerpunkte
Berkners zentrales Forschungsthema waren die Beziehungen zwischen Klima, Boden und Kulturpflanzen. Pflanzenbau-Forschung war für ihn vorrangig ökologische Forschung. Experimentell untersuchte er den Wasserverbrauch von Getreide und Kartoffeln, sowie der Bodenfruchtbarkeit und einer geregelten Stallmistwirtschaft. Rufe an die Universität Göttingen, an das sächsische Wirtschaftsministerium, das preußische Landwirtschaftsministerium, die Kurländische Ritterschaft in Riga und an die Landwirtschaftliche Hochschule Berlin lehnte er ab.
Berkner züchtete Wicken, Mais, Ölkürbis, Sojabohnen, Hirsen, sowie einen sehr frühreifen, gegen Halmfliegenbefall resistenten Winterweizen für trockene Standorte, der als "Berkners Kontinentalweizen" in Schlesien zeitweise ein großes Anbauareal hatte.

## Schriften (Auswahl)
- Neue Wege der deutschen Landwirtschaft. Eine Studie zur landwirtschaftlichen Frage der Gegenwart. Verlagsbuchhandlung Paul Parey Berlin 1920.
- Die Entwicklung unserer Kulturpflanzen in ihrer ökologischen Bedingtheit unter besonderer Berücksichtigung der Sortenfrage. In: Landwirtschaftliches Jahrbuch für Bayern Jg. 18, 1928, S. 128–143 (Beitrag mit Beispielen zum Begriff der "ökologischen Streubreite").
- Autor des Kapitels Der Getreidebau. In: Handbuch der Landwirtschaft. Herausgegeben von Friedrich Aereboe, Johannes Hansen und Theodor Roemer. Verlagsbuchhandlung Paul Parey Berlin 1930, Bd. 3, S. 1–108.
- Zwanzigjährige Erfahrungen in der Pflanzenzüchtung. In: 1. Pflanzenbauliche Reichstagung in Breslau 19. bis 22. Juni 1940. Verlag J. Neumann, Neudamm und Berlin 1941, S. 130–150 = Der Forschungsdienst, Sonderheft 14.